# Christos paschon
Christos paschon (Chrystus cierpiący,  (gr.) Χριστὸς πάσχων) – bizantyjski dramat przedstawiający historię męki i zmartwychwstania Jezusa Chrystusa.
Utwór sceniczny, przeznaczony do indywidualnej lektury, według A. Wojtylak-Heszen autorstwa Grzegorza z Nazjanzu. Według wcześniejszych badań utwór pochodzący z okresu między XI a XII wiekiem. Napisany trymetrem jambicznym ilustruje cierpienie Marii z Nazaretu po śmierci Jezusa Chrystusa począwszy od momentu ukrzyżowania na Golgocie do rezurekcji. Autor czerpał z Biblii, apokryfów i z dużą znajomością z utworów literatury antycznej Eurypidesa, Ajschylosa, Likofrona. W harmonijnej formie piękna poezja centonu stanowi zachętę do zbawienia.

## Przekłady na język polski
- Chrystus cierpiący (fragmenty), przeł. Jerzy Łanowski, „Znak” 44 (1992), z.2, s.144-1  .
- Chrystus cierpiący (fragmenty), przeł. Jerzy Łanowski [w:] Muza chrześcijańska, 3, Kraków 1995, nr 96, s.305-311.
- Chrystus cierpiący. Pierwszy chrześcijański dramat grecki przypisywany św. Grzegorzowi z Nazjanzu, przeł. Jerzy Łanowski, wstęp i opracowanie Marek Starowieyski, Kraków 1995, Wydawnictwo M. Biblioteka Ojców Kościoła t. 5.
- Chrystus cierpiący przypisywany Grzegorzowi z Nazjanzu, przekład i opracowanie Robert R. Chodkowski, Lublin: KUL 2013.